# Saudia
Saudia (arabsky: السعودية) nebo také Saudi Arabia Airlines (الخطوط الجوية العربية السعودية) je vlajková letecká společnost Saúdské Arábie se základnou na letištích v Rijádu, Džiddě (Jeddahu) a Dammámu. Má sídlo v Džiddě. Pod tuto leteckou společnost spadají Flyadeal, Saudia Cargo a několik královských speciálů pod společností Saudia Royal Flight. Je členem aliance Arab Air Carriers a SkyTeamu, do kterého se připojila v roce 2012. Saudia byla založena v roce 1945 pod jménem Saudi Arabia Airlines.

## Flotila
Do flotily Saudi patřilo v květnu 2016 dvacet letounů Airbus A330, přes deset Boeingů 747, necelých padesát Boeingů 777, několik B787 a poté další menší letadla jako Airbus A320 nebo Embraer ERJ-170.

## Fotogalerie

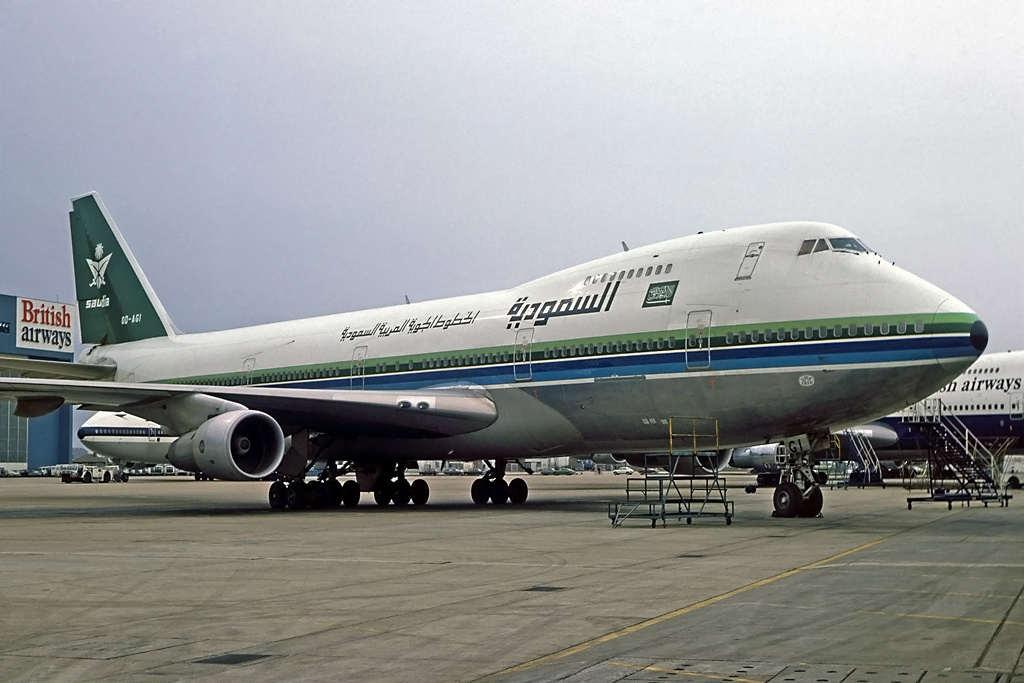
Boeing 747-200 Saudi Arabian Airlines v roce 1978 na Londýnském Heatrow
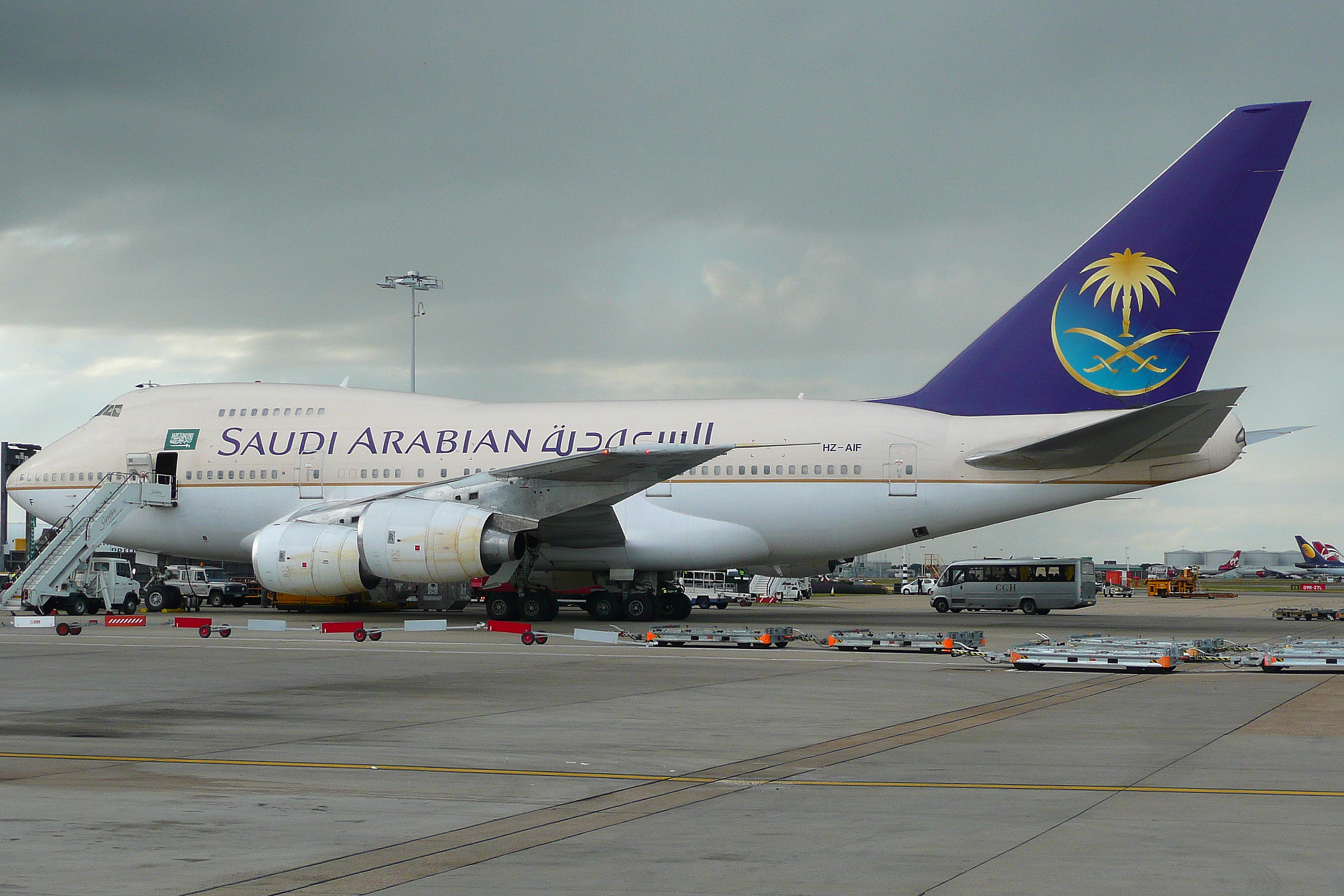
Boeing 747SP, 2008
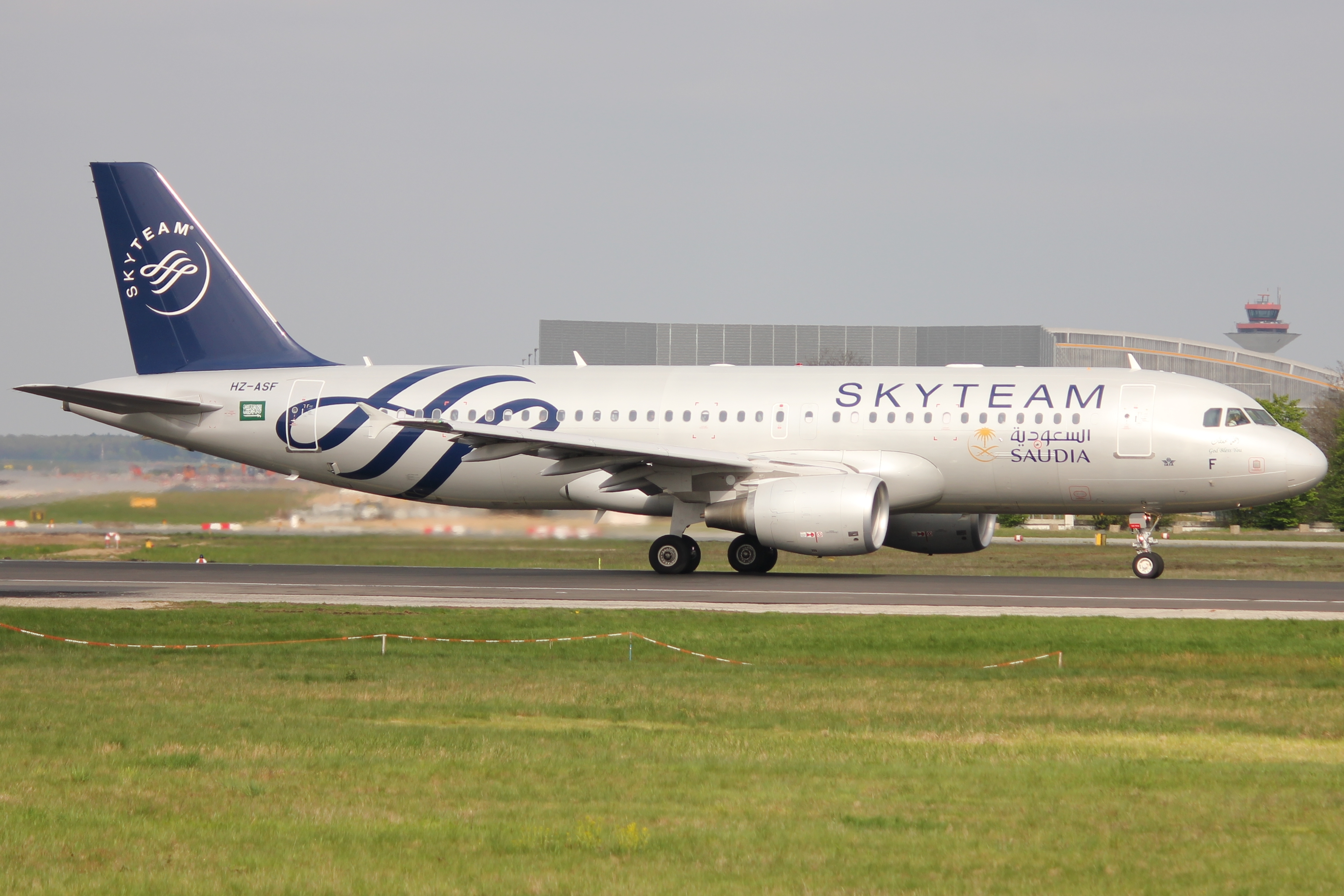
Airbus A320 v barvách SkyTeam, Letiště Frankfurt nad Mohanem, 2013
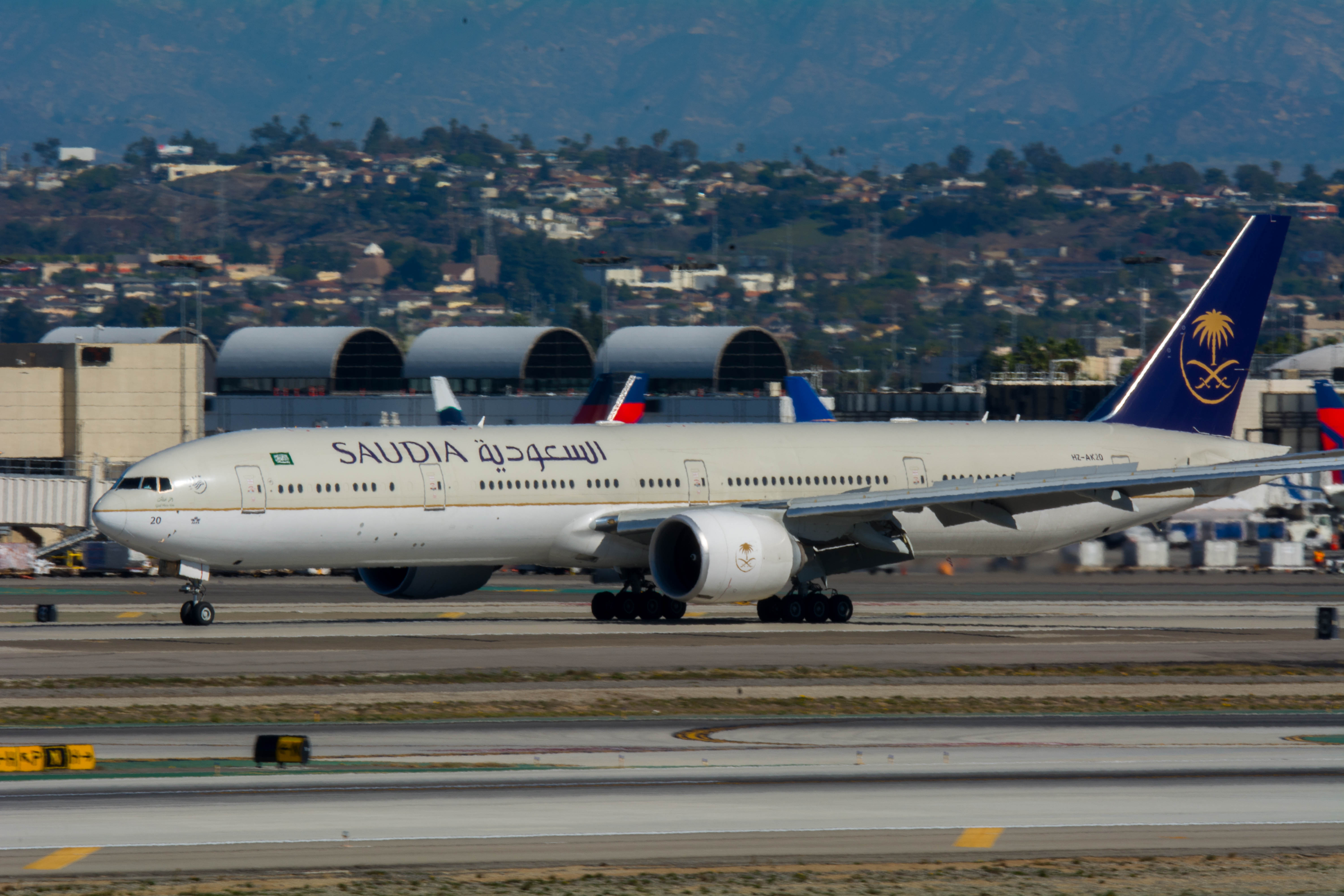
Boeing 777 Saudia v Los Angeles, 2015